# Pseudosimochromis margaretae
Pseudosimochromis margaretae es una especie de peces de la familia Cichlidae en el orden de los Perciformes.

## Morfología
- Los machos pueden llegar alcanzar los 8,2 cm de longitud total.[2][3]

## Hábitat
Es una especie de clima tropical.

## Distribución geográfica
Se encuentran en África: lago Tanganika (Kigoma, Burundi).